# Мармолада
Мармолада (Мармолата, итал. Marmolada, ладинск. Marmoleda, нем. Marmolata) — гора на северо-востоке Италии (к востоку от Тренто), самая высокая гора Доломитовых Альп. Это часть гряды, которая тянется с запада на восток. На западе гора разрывается крутыми обрывами, формируя каменную стену длиной несколько километров. На севере находится относительно пологий ледник Мармолада.
Мармолада — единственный массив в Доломитах, на северных склонах которого остался большой ледник. Гора находится между массивами Селла с севера и Пале-ди-Сан-Мартино (Pale di San Martino) с юга. Гребень Мармолады является естественной границей между двумя областями Италии: Трентино-Альто-Адидже и Венеция.
Во время Первой мировой войны австро-венгерские солдаты построили 8 километров тоннелей в теле ледника Мармолада. Их замысел заключался в том, чтобы достичь итальянских позиций на Мармоладе, не подвергаясь обстрелам со стороны противника. «Ледяной город» был построен за 11 месяцев — с мая 1916 года по апрель 1917 года. Внутри находились спальни, столовые, склады боеприпасов и обмундирования. Основной проблемой существования этого «города» стало движение ледника. В 1918 году «Ледяной город» полностью исчез.
3 июля 2022 года на горе Мармолада произошло обрушение серака, одно из самых серьёзных катастроф в Альпах за последние десятилетия — 11 человек погибли и 8 были ранены.
Мармолада — популярнейшее место для катания на горных лыжах, треккинга и туризма. Она покрыта сетью подъемников и лыжных трасс.